# Vadul-Rașcov, Șoldănești
Vadul-Rașcov este satul-reședință al comunei omonime din raionul Șoldănești, Republica Moldova. Acest sat are 1.648 de locuitori.

## Galerie de imagini

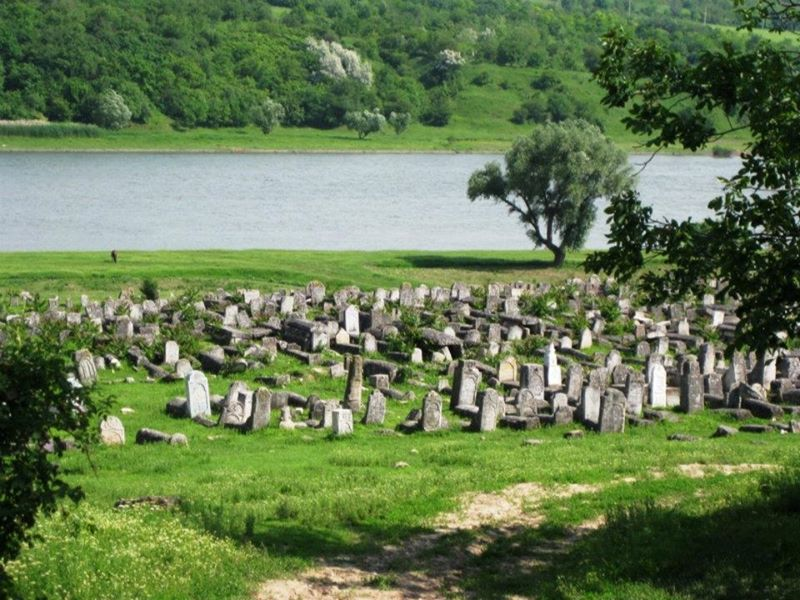
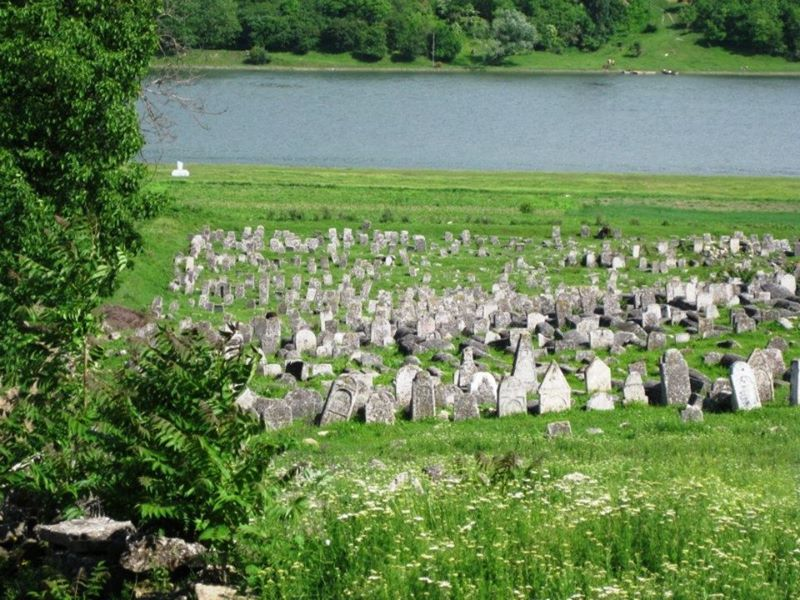
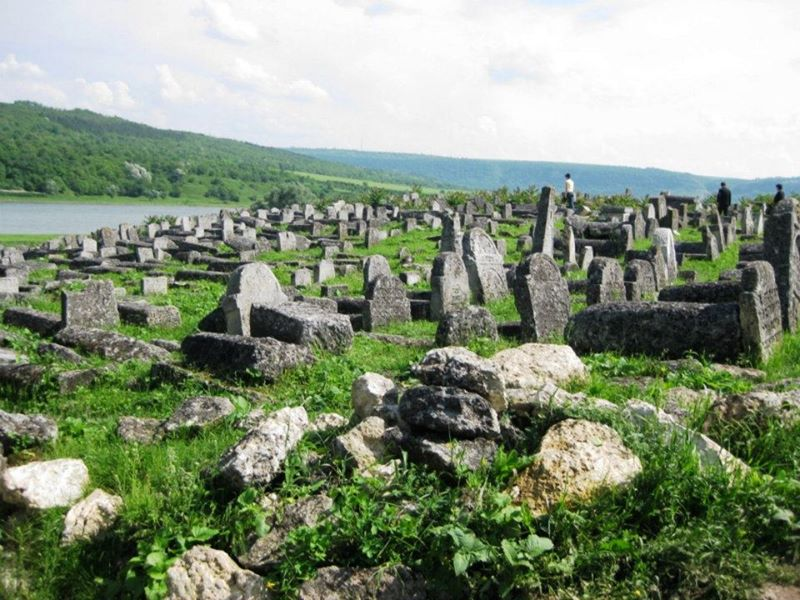
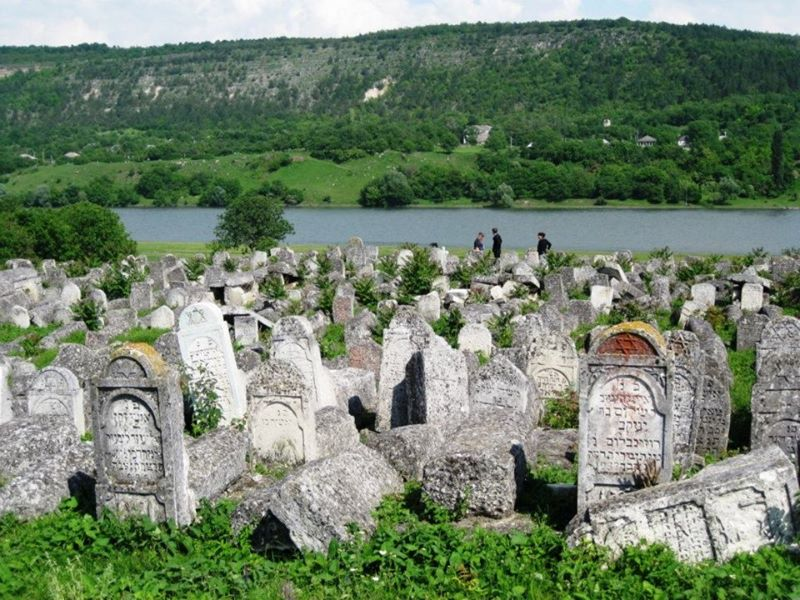
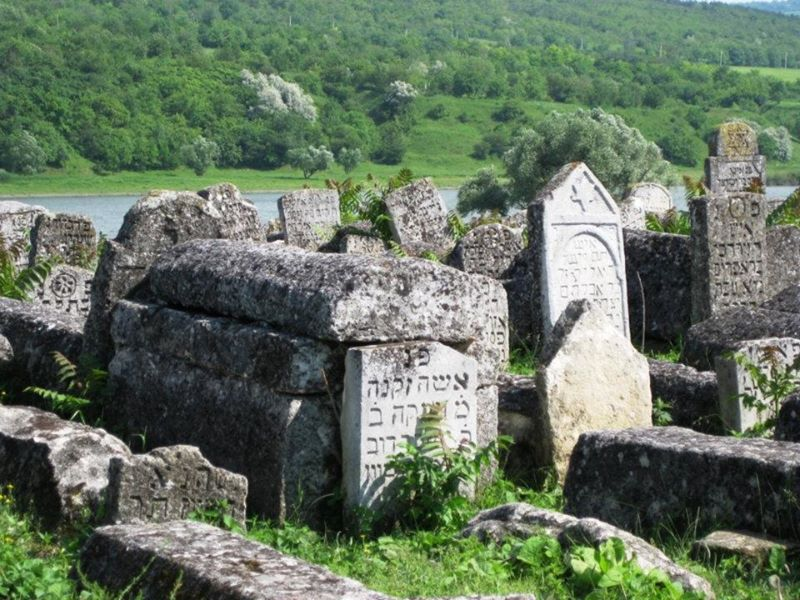
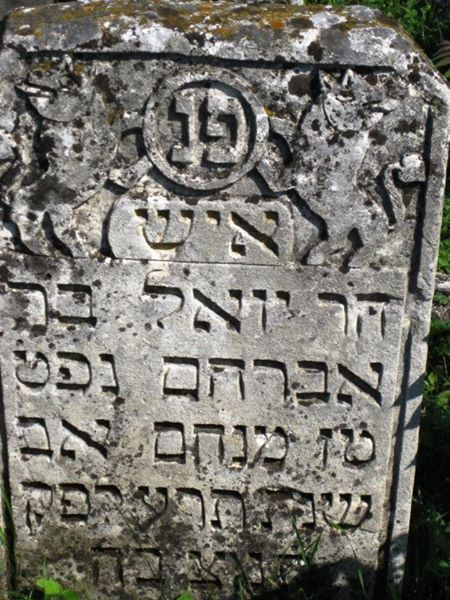

Turnul-poartă la intrarea în cimitirul din sat (clopotnița fostei biserici).

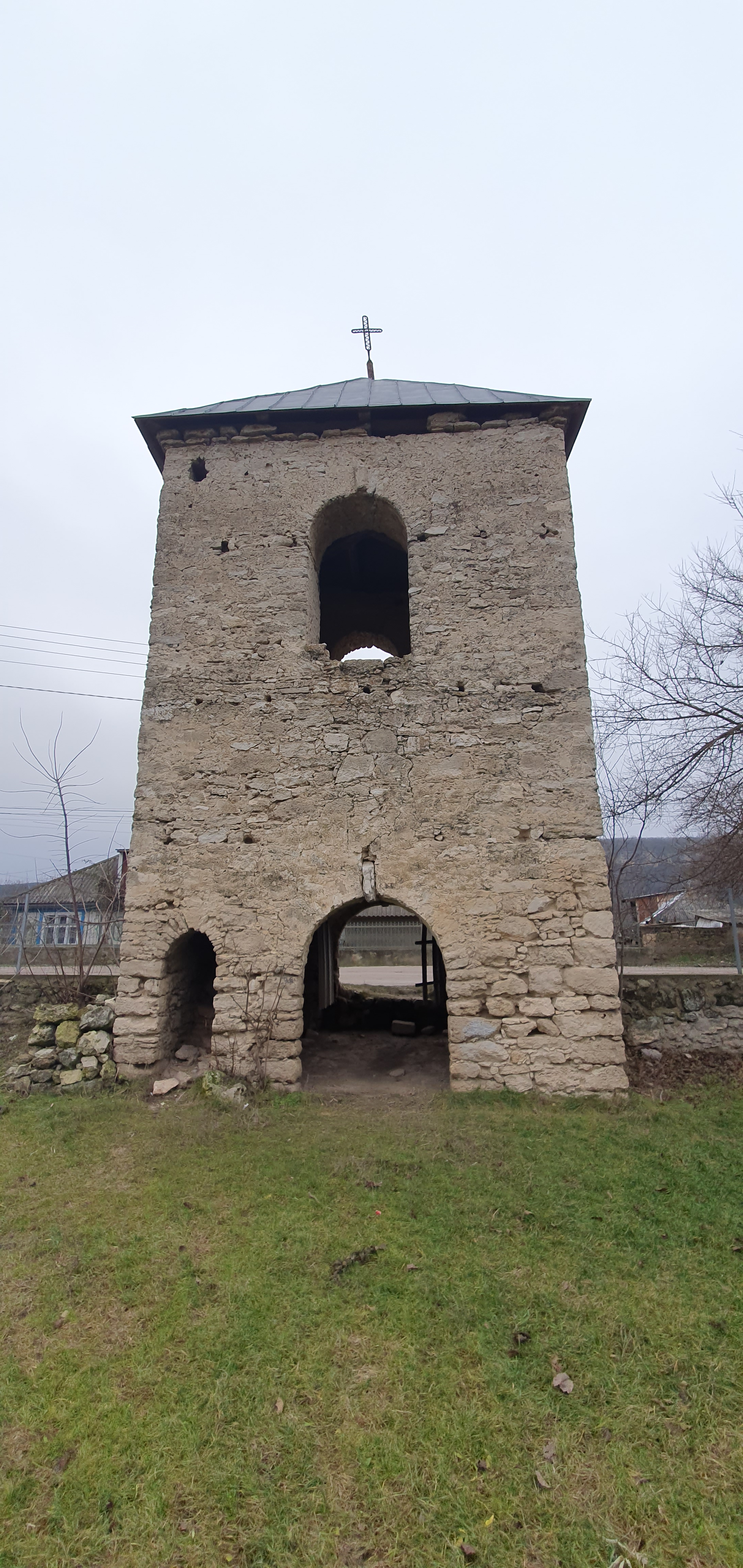
Clopotnița fostei biserici „Sf. Nicolae” din sat, sec. XVII.
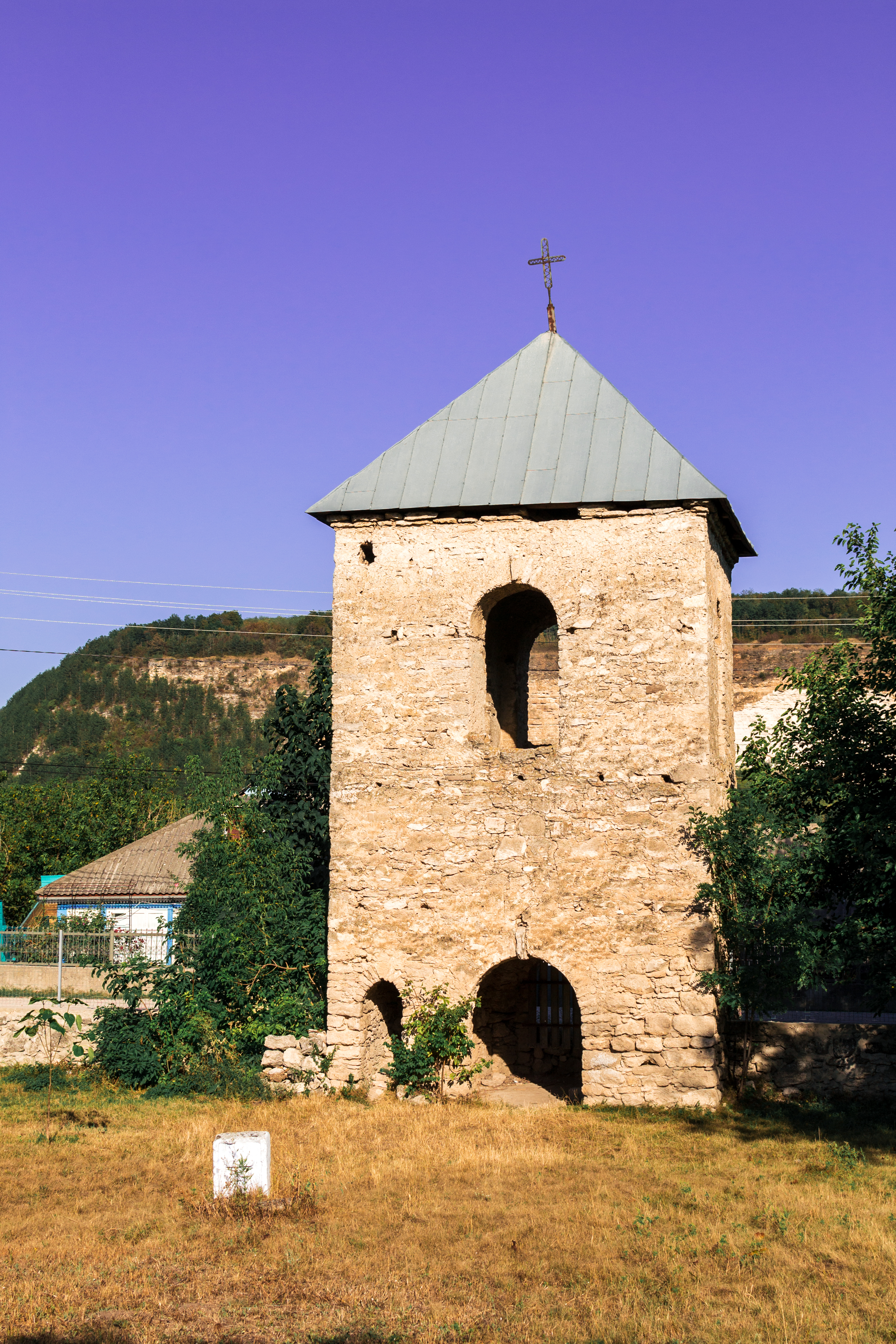
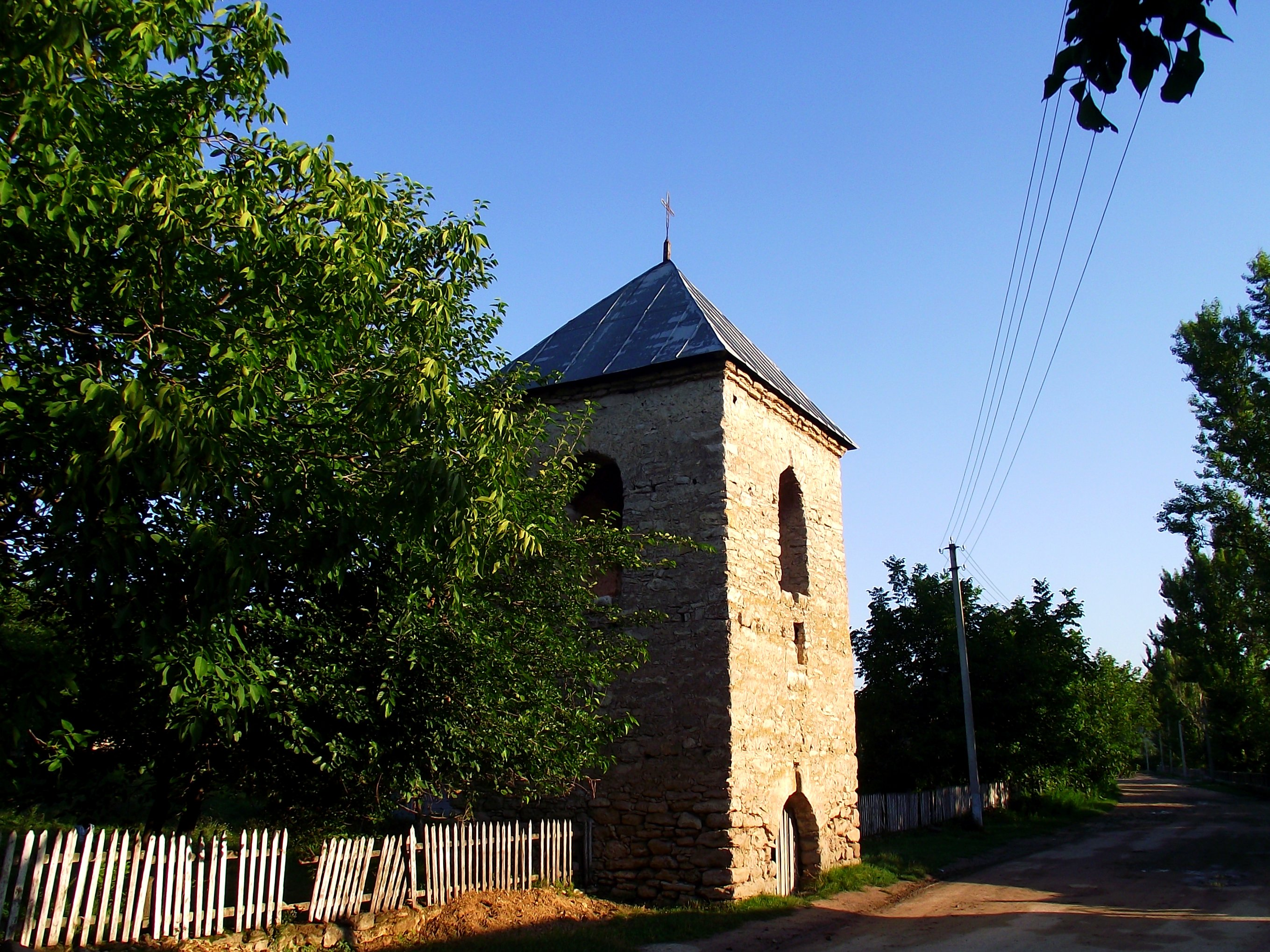

Cimitirul evreiesc din localitate
Alte locuri

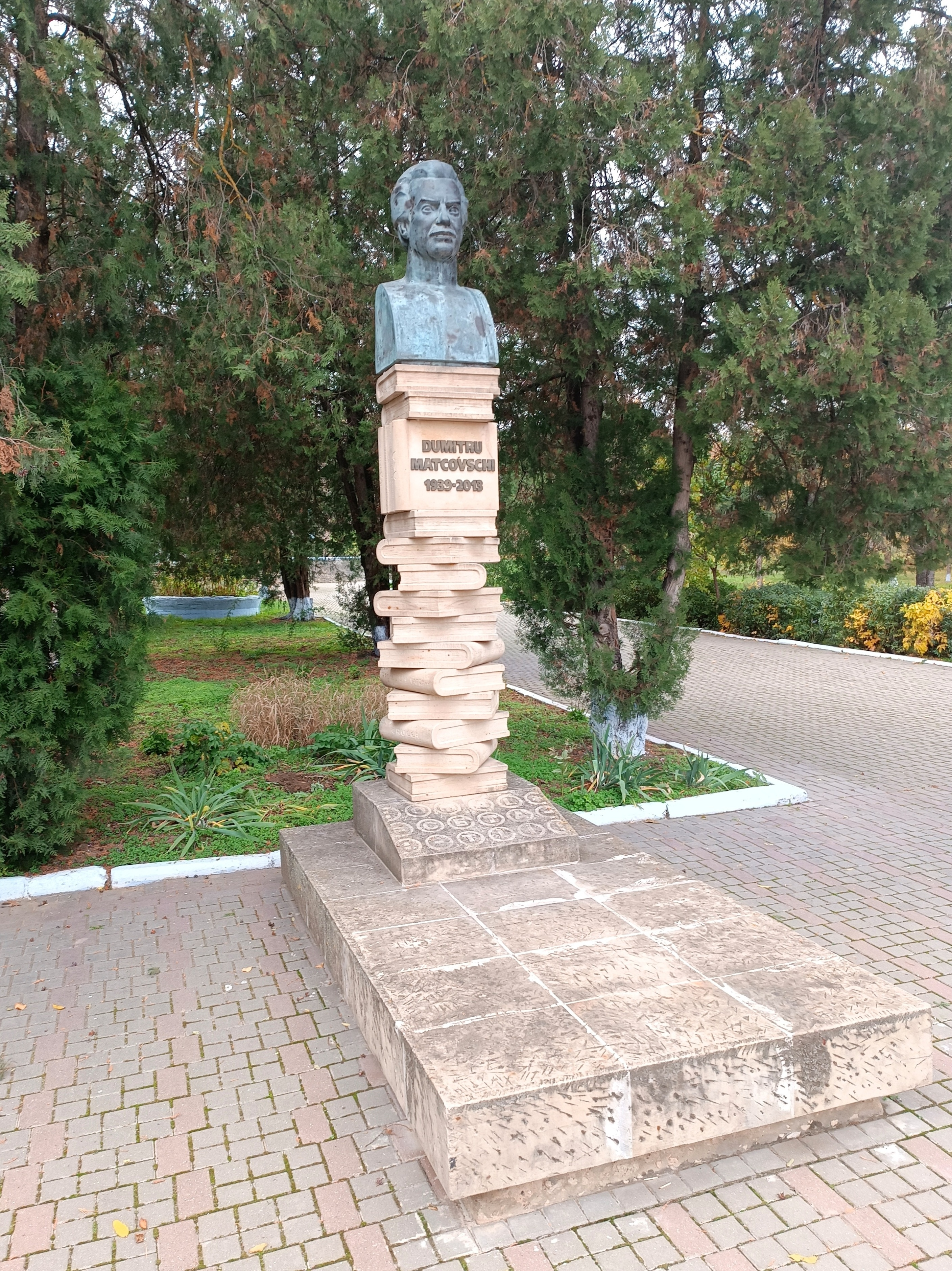
Monumentul lui Dumitru Matcovschi din Vadul Rașcov
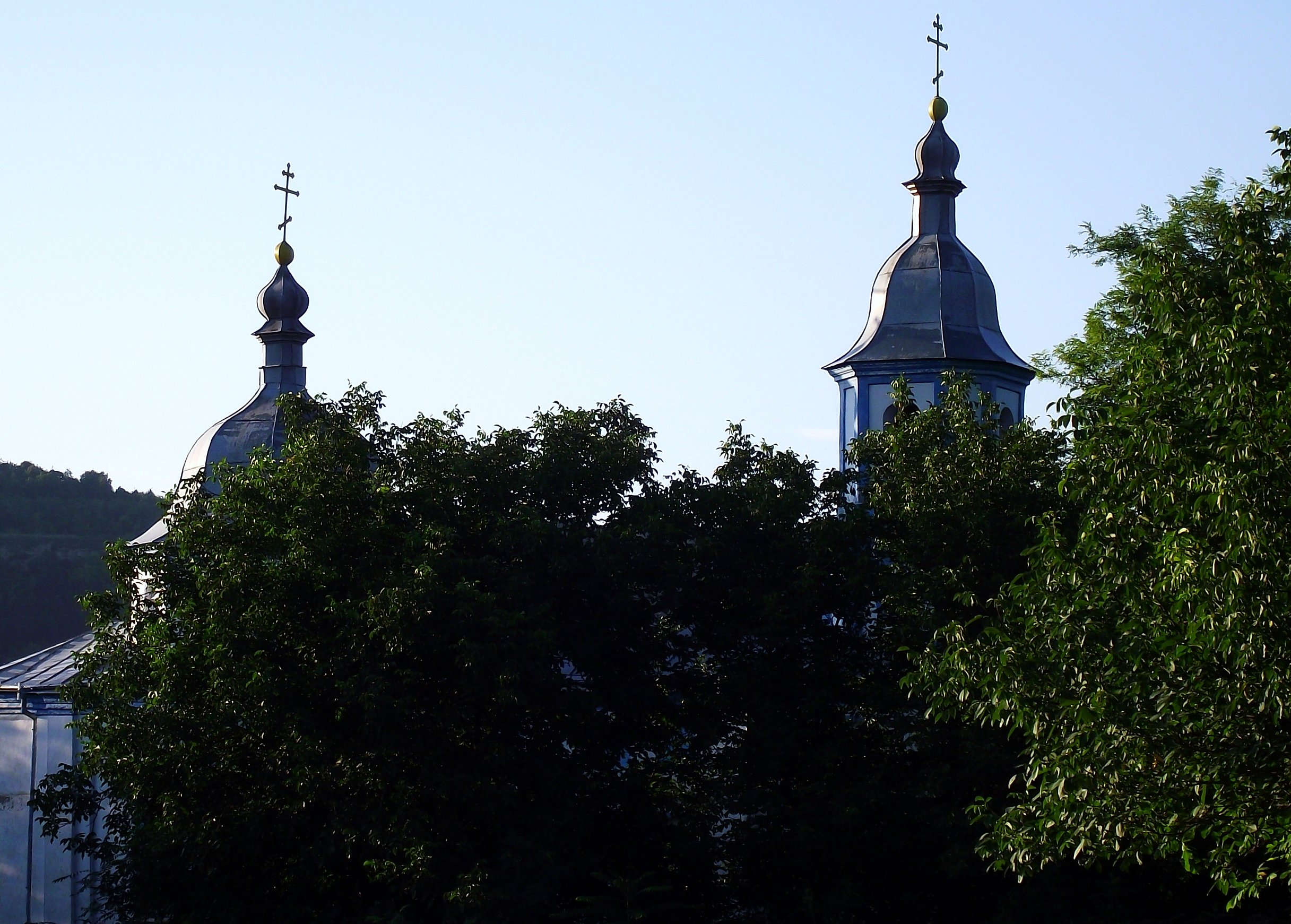
Biserica „Sf. Arhanghel Mihail” din localitate.
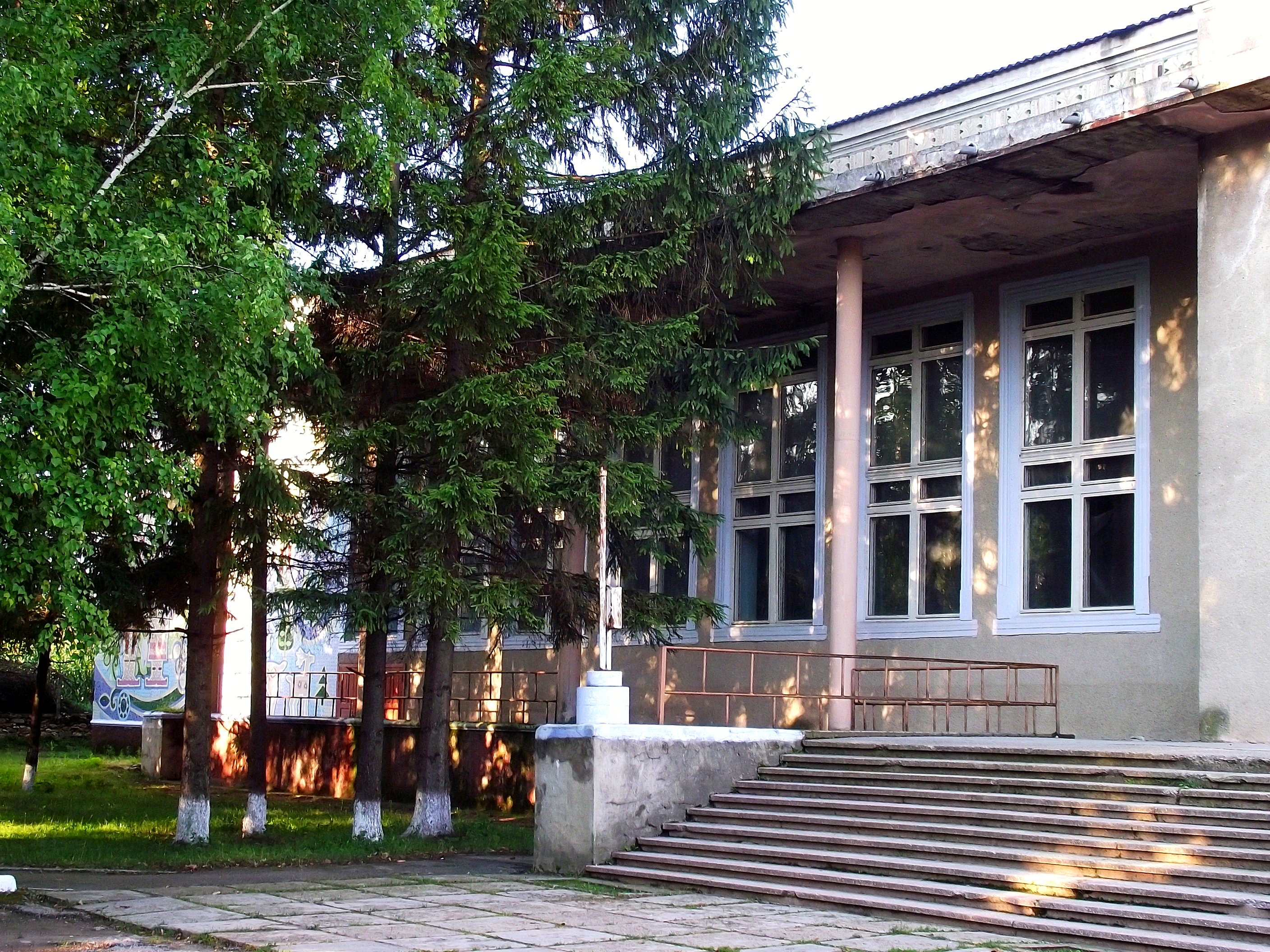
Primăria
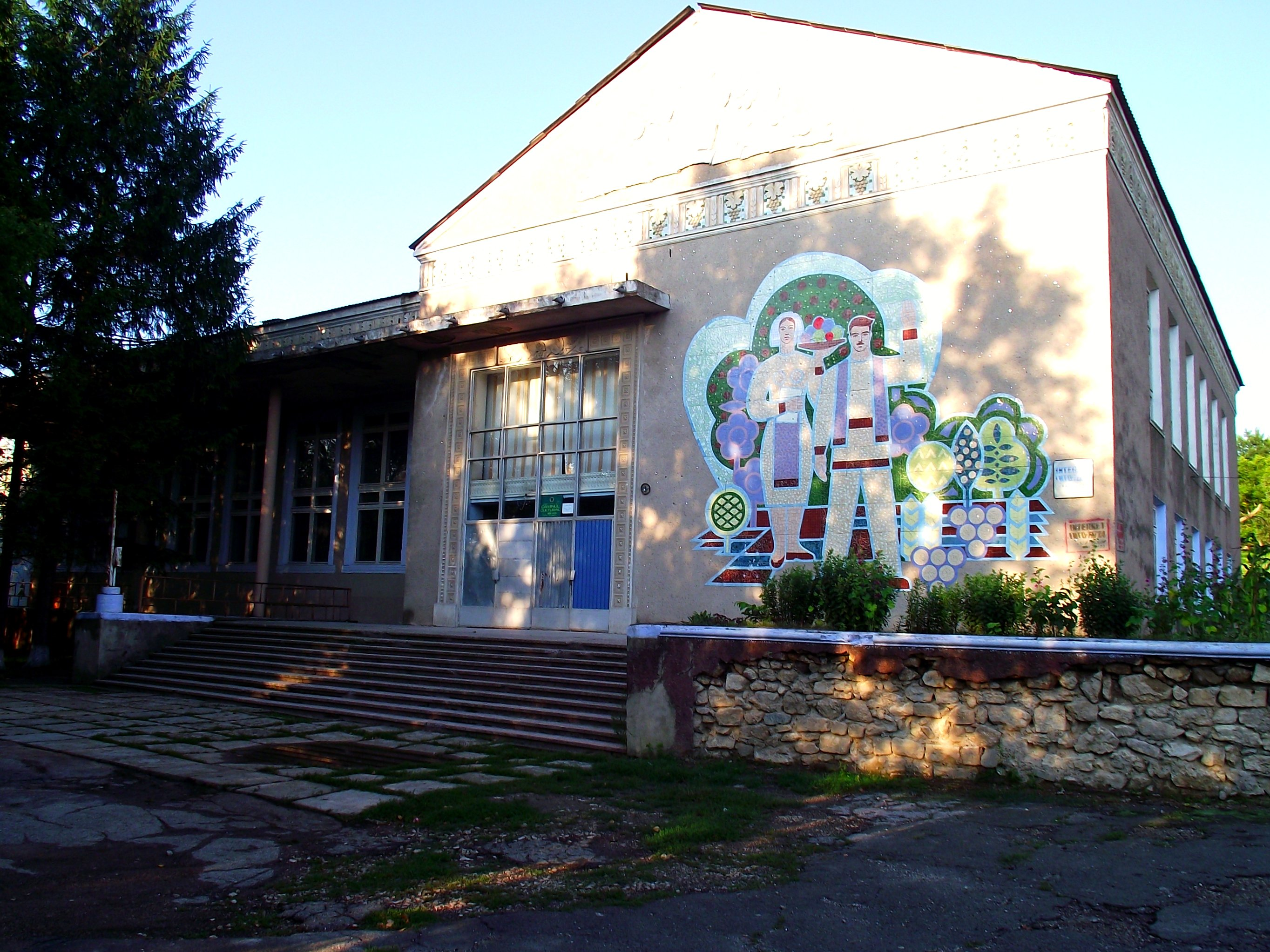
Casa de cultură
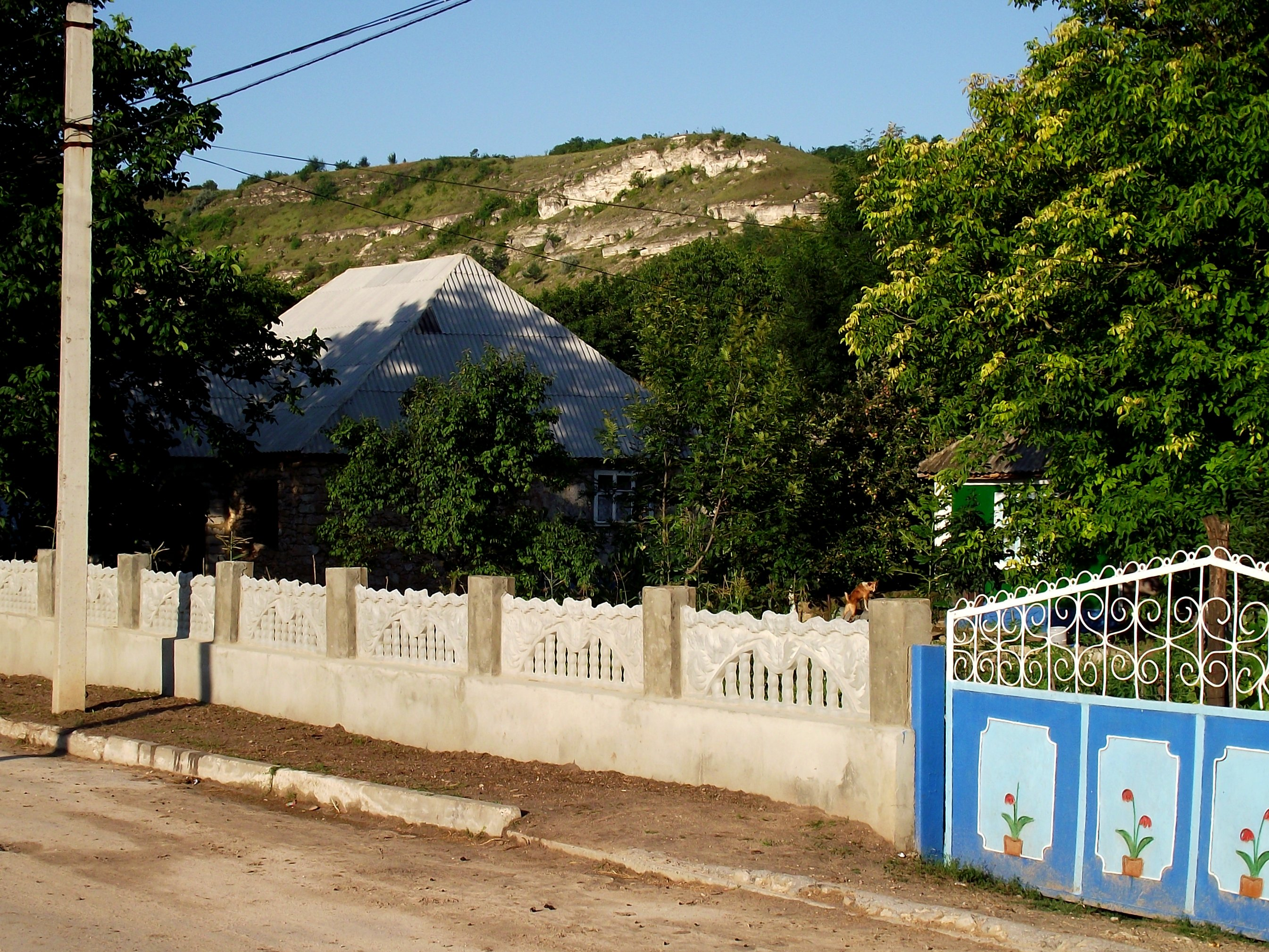
Casă din sat
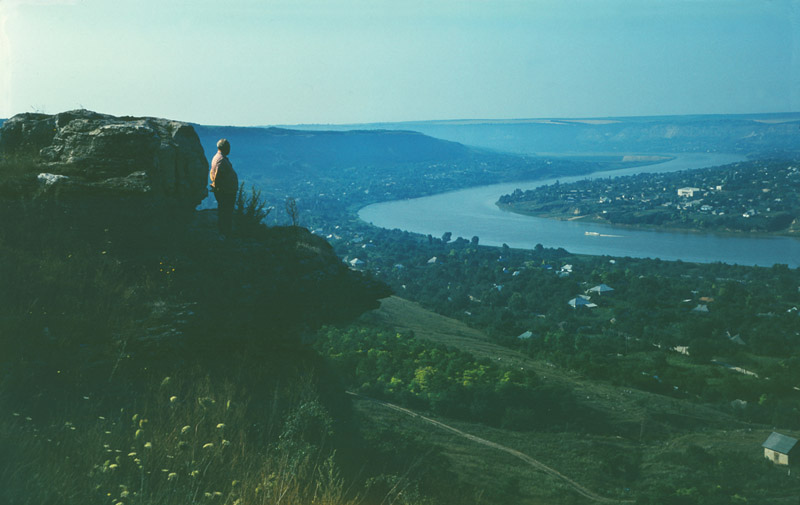
Dumitru Matcovschi în satul natal, anii 1980.
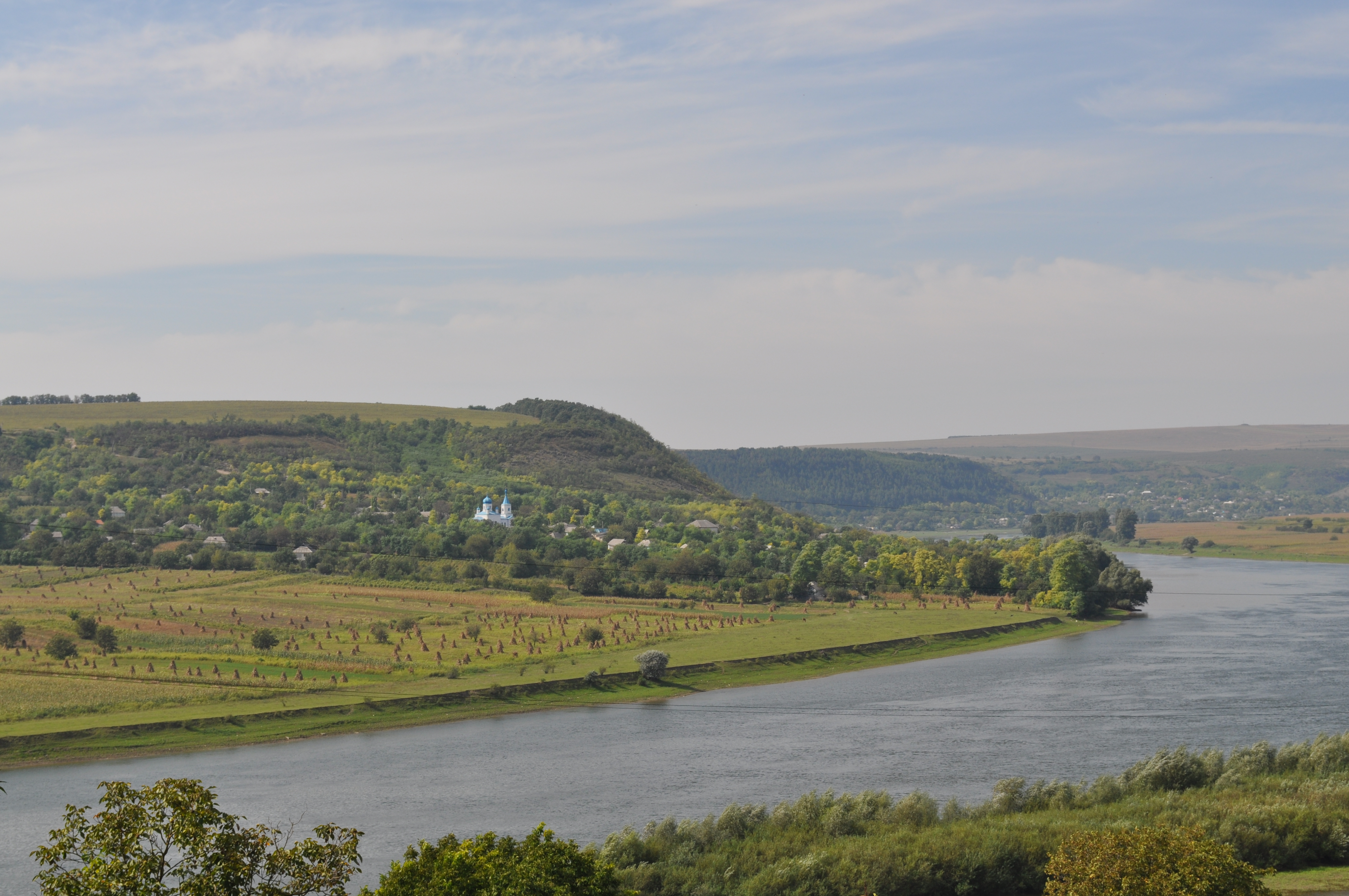
Satul, văzut de peste Nistru.

## Personalități

### Născuți în Vadul-Rașcov
- Aleksandr Dolin (1897–1969), medic și profesor sovietic
- David Svecearnik (1910–1998), electromecanic, profesor și inventator sovietic
- Ihil Șraibman (1913–2005), scriitor moldovean de limbă idiș
- Baca Deleanu (1921–2005), scriitoare și traducătoare moldoveană, soția poetului Liviu Deleanu
- Iurie Darie (1929–2012), actor român
- Dumitru Matcovschi (1939–2013), poet, prozator, academician, publicist și dramaturg moldovean
- Sergiu Băluțel (n. 1959), instrumentist român
- Sergiu Palihovici (n. 1971), politician